# Izumisano, Ōsaka
Izumisano (tiếng Nhật: 泉佐野市, I-giu-mi-xa-nô) là một thành phố thuộc tỉnh Ōsaka, Nhật Bản. Tính đến năm 2014, thành phố có dân số ước tính là 101.444 và mật độ dân số 1.800 người / km². Tổng diện tích là 55,03 km.
Izumisano giáp thành phố Kaizuka ở phía đông bắc, thành phố Tajiri và Sennan ở phía tây nam, và Kumatori ở phía đông.
Thành phố này là nơi có phần phía bắc của sân bay quốc tế Kansai. Peach Aviation có trụ sở chính tại tòa nhà Kensetsu-to (建設棟 Kensetsu-tō) trên sân bay Kansai và Izumisano.
Đây cũng là nơi có tòa nhà tháp Rinku Gate Tower cao 256 m (840 ft), tòa nhà cao thứ ba ở Nhật Bản. Khuôn viên Rinku của Đại học tỉnh Osaka cũng nằm ở Izumisano. Thành phố được thành lập vào ngày 1 tháng 4 năm 1948.
Hineno là trạm giao nhau nằm ở Izumisano trên tuyến JR. Nó kết nối các tỉnh phía nam Wakayama, sân bay quốc tế Kansai, và Tennoji.